# Sciapus aequalis
Sciapus aequalis är en tvåvingeart som beskrevs av Becker 1922. Sciapus aequalis ingår i släktet Sciapus och familjen styltflugor. Inga underarter finns listade i Catalogue of Life.